# Teçaindá
Teçaindá é um distrito do município brasileiro de Martinópolis, no interior do estado de São Paulo.

## História

### Origem
O patrimônio de São Pedro, que deu origem ao distrito, foi fundado na década de 20.

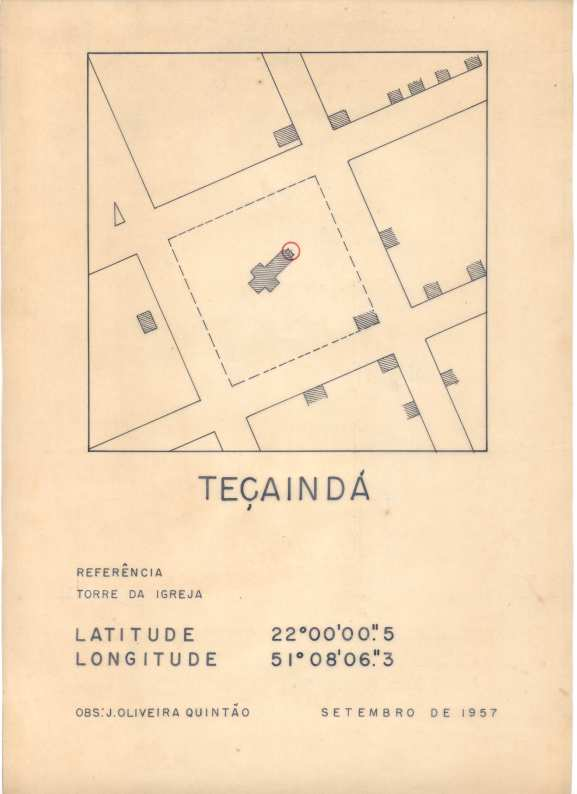
Croqui da área urbana original.

### Formação administrativa
- Distrito criado pelo Decreto-Lei n° 14.334 de 30/11/1944, com sede no povoado de São Pedro e com terras desmembradas dos distritos de Lavínia e Alfredo Marcondes[4].
- Pela Lei n° 2.456 de 30/12/1953 perdeu terras para o distrito de Guachos[5].

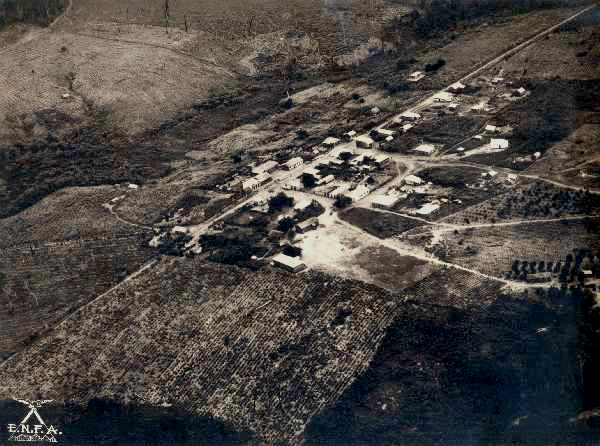
Vista aérea (década de 40).

### Pedidos de emancipação
O distrito tentou a emancipação político-administrativa e ser elevado à município, através de processo que deu entrada na Assembléia Legislativa do Estado de São Paulo no ano de 1963, mas como não atendia os requisitos necessários exigidos por lei para tal finalidade, o processo foi arquivado.
Em 1999 entrou com outro pedido de emancipação, mas o processo encontra-se com a tramitação suspensa na ALESP.

## Geografia

### Demografia

#### População urbana
| Crescimento população urbana | Crescimento população urbana | Crescimento população urbana | Crescimento população urbana |
| Censo                        | Pop.                         |                              | %±                           |
| ---------------------------- | ---------------------------- | ---------------------------- | ---------------------------- |
| 1950                         | 368                          |                              | —                            |
| 1960                         | 380                          |                              | 3,3%                         |
| 1970                         | 354                          |                              | −6,8%                        |
| 1980                         | 350                          |                              | −1,1%                        |
| 1991                         | 491                          |                              | 40,3%                        |
| 2000                         | 753                          |                              | 53,4%                        |
| 2010                         | 755                          |                              | 0,3%                         |
| Fonte: IBGE e Fundação SEADE |                              |                              |                              |

#### População total
Pelo Censo 2010 (IBGE) a população total do distrito era de 1 248 habitantes.

### Área territorial
A área territorial do distrito é de 211,180 km².

### Bairros
- Teçaindá (sede)
- Conjunto Habitacional Ilton Percinoto, implantado na década de 90
- Conjunto Habitacional Maria Sanche, inaugurado no ano de 2005

Bairros rurais: Vinte e Dois, Vila Bandeirantes, Vila de Santa Luzia, Cristal, Mexerica e Colorado.

### Rodovias
O principal acesso ao distrito é a estrada vicinal Coronel João Gomes Martins, que faz a ligação entre Teçaindá e a Rodovia Assis Chateaubriand (SP-425).

## Serviços públicos

### Registro civil
Atualmente é feito na sede do município, pois o Cartório de Registro Civil das Pessoas Naturais do distrito foi extinto pelo  Tribunal de Justiça do Estado de São Paulo, e seu acervo foi recolhido ao cartório do distrito sede. Os primeiros registros dos eventos vitais realizados neste cartório são:
- Nascimento: 13/08/1945
- Casamento: 01/09/1945
- Óbito: 13/08/1945

### Educação
Instituições de ensino:
- Creche Municipal Angelino Percinoto, instalada no ano de 1999
- Emefei João Batista Berbet, fundada no ano de 1952 com o nome de “Grupo Escolar Rural de Teçaindá”
- EE João Batista Berbet

### Saúde
- Unidade de Saúde da Família (USF) “Caetano Malavolta”, inaugurada no ano de 2005[3].

### Saneamento
O serviço de abastecimento de água é feito pela Prefeitura Municipal de Martinópolis.

### Energia
A responsável pelo abastecimento de energia elétrica é a Energisa Sul-Sudeste, antiga Caiuá (distribuidora do grupo Rede Energia).

### Telecomunicações
O distrito era atendido pela Telecomunicações de São Paulo (TELESP), que inaugurou a central telefônica utilizada até os dias atuais. Em 1998 esta empresa foi vendida para a Telefônica, que em 2012 adotou a marca Vivo para suas operações.

## Religião
O Cristianismo se faz presente no distrito da seguinte forma:

### Igreja Católica
- A igreja faz parte da Diocese de Presidente Prudente[21].

### Igrejas Evangélicas
- Assembleia de Deus - O distrito possui uma congregação da Assembleia de Deus Ministério do Belém, vinculada ao Campo de Presidente Prudente[22][23]. Por essa igreja, através de um início simples, mas sob a benção de Deus, a mensagem pentecostal chegou ao Brasil. Esta mensagem originada nos céus alcançou milhares de pessoas em todo o país, fazendo da Assembleia de Deus a maior igreja evangélica do Brasil[24].